# 조정훈 (1972년)
조정훈(趙廷訓, 1972년 10월 7일~)은 대한민국의 정치인이다. 제21·22대 국회의원이다.
1972년 10월 7일 서울특별시 강남구(현 서울특별시 서초구)에서 태어났다. 상문고를 졸업한 후 연세대학교 경영학과를 다니다 공인회계사 시험에 최연소로 합격했다. 이후 한국고등교육재단 경영학 부문 해외 유학생으로 선발돼 미국으로 유학, 하버드 대학교 케네디 행정대학원에서 국제 개발 석사 학위를 받았으며 300:1의 경쟁률을 뚫고 세계은행의 영 프로페셔널 프로그램에 합격해 국제 경제 개발 전문가로 일하였다. 세계은행 첫 부임지 나이지리아를 시작으로 코소보, 알바니아, 벨라루스, 방글라데시, 인도, 이스라엘, 우즈베키스탄에서 일했다.
2005년~2008년에는 코소보의 세르비아 독립 및 분할에 관한 국제 협상에 참여하였으며, 2012년~2014년 세계은행 팔레스타인 사무소에 차석으로 이스라엘 정부와 팔레스타인 자치정부 간 실무적 협상을 도왔다. 2014년부터 우즈베키스탄 세계은행 사무소 대표로 근무하며 세계은행 개발 사업의 총책임자로 활동했다. 당시 세계은행 지역사무소 대표 최연소 기록을 세웠다.
2016년 2월 23일 제20대 국회의원 선거를 앞두고 더불어민주당 인재영입으로 입당하였으나 출마는 불발되었다. 이후 재단 법인 여시재 부원장과 아주대학교 통일연구소 소장을 역임했다. 2020년 2월 시대전환을 창당하고 더불어시민당에 합류, 더불어시민당 비례대표 6번으로 제21대 총선에서 당선되었다. 당선 이후에는 원 소속정당인 시대전환으로 복귀했으며 시대전환의 대표로 다시 취임했다.
2023년 9월 영입인재로 국민의힘에 입당하였다. 소속정당이었던 시대전환은 이후 2023년 12월 국민의힘으로 합당되었다. 2024년 제22대 총선에서는 마포구 갑에 출마, 당선되며 재선 국회의원이 되었다.

## 학력
- 서울잠원국민학교 졸업
- 신반포중학교 졸업
- 상문고등학교 졸업
- ~1997: 연세대학교 상경대학 경영학 학사
- ~2002: 하버드대학교 케네디행정대학원 석사

## 경력
- 1996 공인회계사 합격
- 2005. 8.~2009. 7. 세계은행 동유럽 지역국 거버넌스 선임 전문관
- 2012. 9.~2015. 8. 세계은행 팔레스타인 사무소 차석
- 2015. 9.~2016. 5. 세계은행 우즈베키스탄 사무소 대표
- 2016. 6.~2017. 2. 여시재 부원장
- 2017. 3.~2020. 3. 아주대학교 세계학연구소 중앙아시아센터 소장
- 2017. 3.~2020. 3. 아주대학교 통일연구소 소장
- 2017. 3.~2020. 3. 아주대학교 국제대학원 초빙교수
- 2017. 12.~2019. 12. 북방경제협력위원회 민간위원
- 2020. 2.~2020. 3. 시대전환 공동대표
- 2020. 4. 15. 대한민국 제21대 국회의원 선거 당선(비례대표, 더불어시민당, 초선)[1]
- 2020. 10.~2023. 11. 시대전환 당대표
- 2023. 11.~2024. 4. 국민의힘 인재영입위원회 위원
- 2024. 3.~ 국민의힘 서울특별시당 마포구 갑 당원협의회 위원장
- 2024. 5.~2024. 7. 국민의힘 제22대 국회의원 선거 백서 제작 특별위원회 위원장
- 2024. 4. 10. 대한민국 제22대 국회의원 선거 당선(서울 마포구 갑, 국민의힘, 재선)[8][9]
- 2024. 9.~: 국민의힘 호남동행 국회의원 발대식 명예의원(전라남도 광양시)
- 2024. 11.~2025. 6. 국민의힘 정책위원회 산하 AI 세계 3대 강국 도약 특별위원회 위원
- 2024. 12.~2025. 5. 국민의힘 전략기획부총장
- 2025. 1.~2025. 2.: 국민의힘 2025년 재보궐선거 공천관리위원회 위원
- 2025. 1.~2025. 5. 국민의힘 전략기획특별위원장
- 2025. 1.~2025. 5. 국민의힘 조직강화특별위원

### 의정 활동
- 2020. 5.~2024. 5. 제21대 국회의원(비례대표, 시대전환→국민의힘, 초선)[B]
  - 2020. 6.~2022. 5. 제21대 국회 전반기 산업통상자원중소벤처기업위원회 위원
  - 2021. 3.~2024. 5. 국회 글로벌 혁신 연구포럼 공동대표
  - 2021. 9.~2021. 9. 제21대 국회 대법관(오경미) 임명동의에 관한 인사청문특별위원회 위원
  - 2022. 7.~2024. 5. 제21대 국회 후반기 법제사법위원회 위원
  - 2022. 8.~2022. 11. 제21대 국회 대법관(오석준) 임명 동의에 관한 인사청문특별위원회 위원
  - 2023. 6.~2024. 5. 제21대 국회 후반기 예산결산특별위원회 위원
- 2024. 5.~ 제22대 국회의원 (서울 마포구 갑, 국민의힘, 재선)
  - 2024. 6.~ 제2기 국회지역균형발전포럼 연구위원
  - 2024. 6.~ 제22대 국회 전반기 교육위원회 간사
    - 제22대 국회 전반기 교육위원회 법안심사소위원회 위원
    - 제22대 국회 전반기 교육위원회 예산결산기금심사소위원회 위원장
    - 제22대 국회 전반기 교육위원회 의학교육소위원회 위원

  - 2024. 6.~2024. 7. 제22대 국회 전반기 예산결산특별위원회 위원
  - 2025. 3.~: 2025 APEC(아시아태평양경제협력체) 정상회의 지원 특별위원회 위원
  - 2025. 6.~ 제22대 국회 예산결산특별위원회 위원

## 저서
- 《조정훈의 질문》, 고요아침(2023) ISBN 9791167241610

### 공저
- 《87체제를 넘어 새로운 대한민국》, 양문출판사(2025) ISBN 9791198670267

## 역대 선거 결과
|  | 33.35% |

|  | 48.30% |

## 소속 정당
| 소속 정당 | 소속 정당    | 소속 기간 | 비고      |
| --------- | ------------ | --------- | --------- |
|           | 더불어민주당 | 2016~2019 | 정계 입문 |
|           | 무소속       | 2019~2020 | 탈당      |
|           | 시대전환     | 2020      | 창당      |
|           | 무소속       | 2020      | 탈당      |
|           | 더불어시민당 | 2020      | 입당      |
|           | 무소속       | 2020      | 제명      |
|           | 시대전환     | 2020~2023 | 복당      |
|           | 국민의힘     | 2023~현재 | 합당      |

## 같이 보기
- 대한민국 제21대 국회의원 선거 더불어시민당 후보 목록#비례대표
- 마포구 갑
- 서울 마포구의 국회의원